# Bojanji Vrh
Bojanji Vrh – wieś w Słowenii, w gminie Ivančna Gorica. W 2018 roku liczyła 81 mieszkańców.